# Borek Stary
Borek Stary is een plaats in het Poolse district  Rzeszowski, woiwodschap Subkarpaten. De plaats maakt deel uit van de gemeente Tyczyn en telt 1600 inwoners.